# Ramakrishnania
Ramakrishnania is een monotypisch geslacht van roesten uit de familie Pucciniaceae. Het bevat alleen Ramakrishnania ixorae.